# Чистяківська вулиця (Київ)
Чистякі́вська ву́лиця — вулиця у Святошинському районі міста Києва, місцевість Ґалаґани. Пролягає від Берестейського проспекту до кінця забудови. Прилучаються вулиці Стрийська, Ґалаґанівська та провулки Антоніни Смереки, Чистяківський.

## Історія
Вулиця виникла у 1-й половині XX століття вздовж незабудованого шляху від Брест-Литовського шосе (тепер Берестейський проспект) до хутора Ґалаґани. Сучасна назва — з 1957 року, на честь міста Чистякове.

## Установи та заклади
- Спорткомплекс АТЕК (буд. № 20).
- Офіс компанії «Автолюкс»  (буд. № 30).

## Зображення

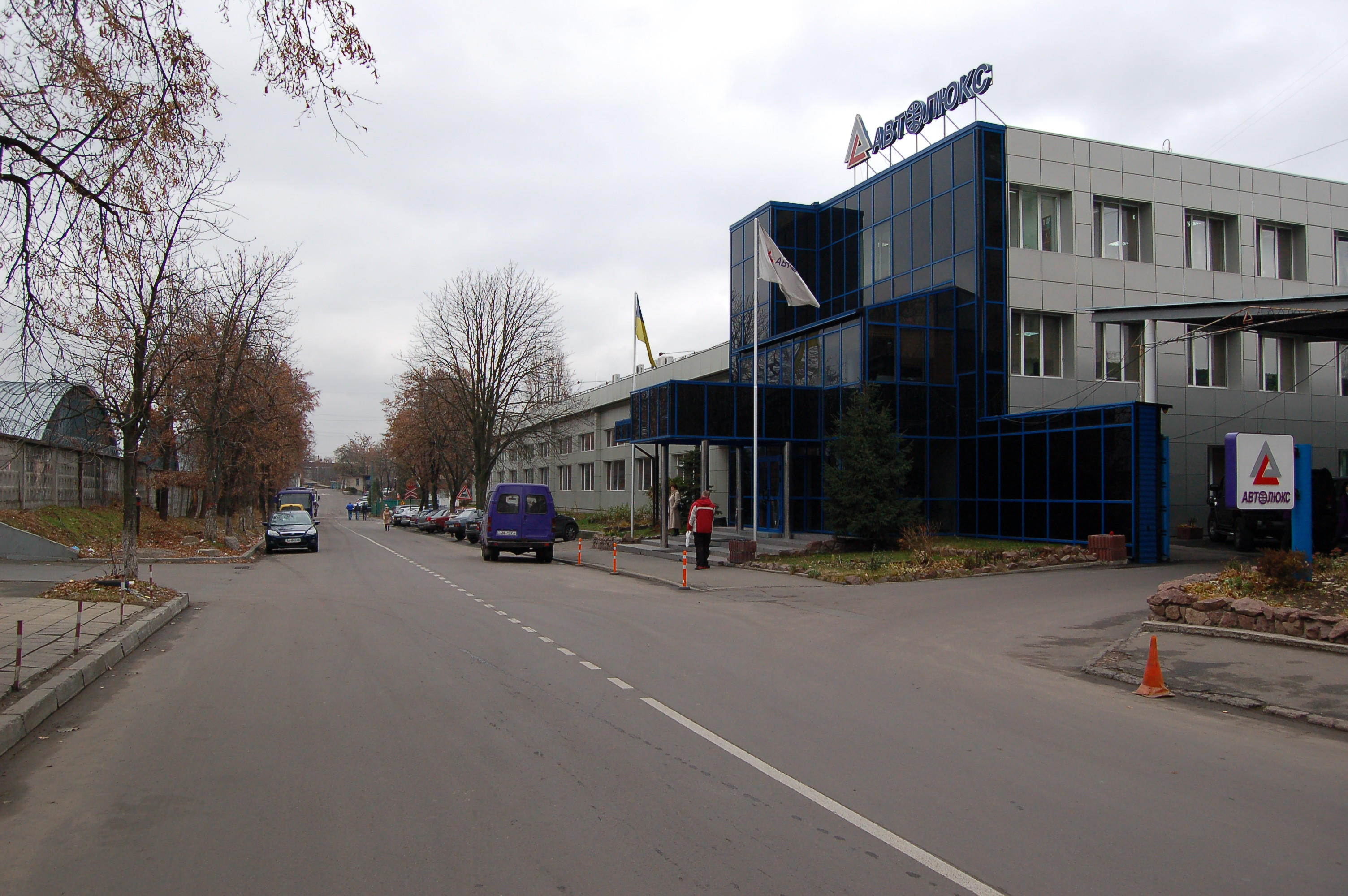
Офіс компанії «Автолюкс»
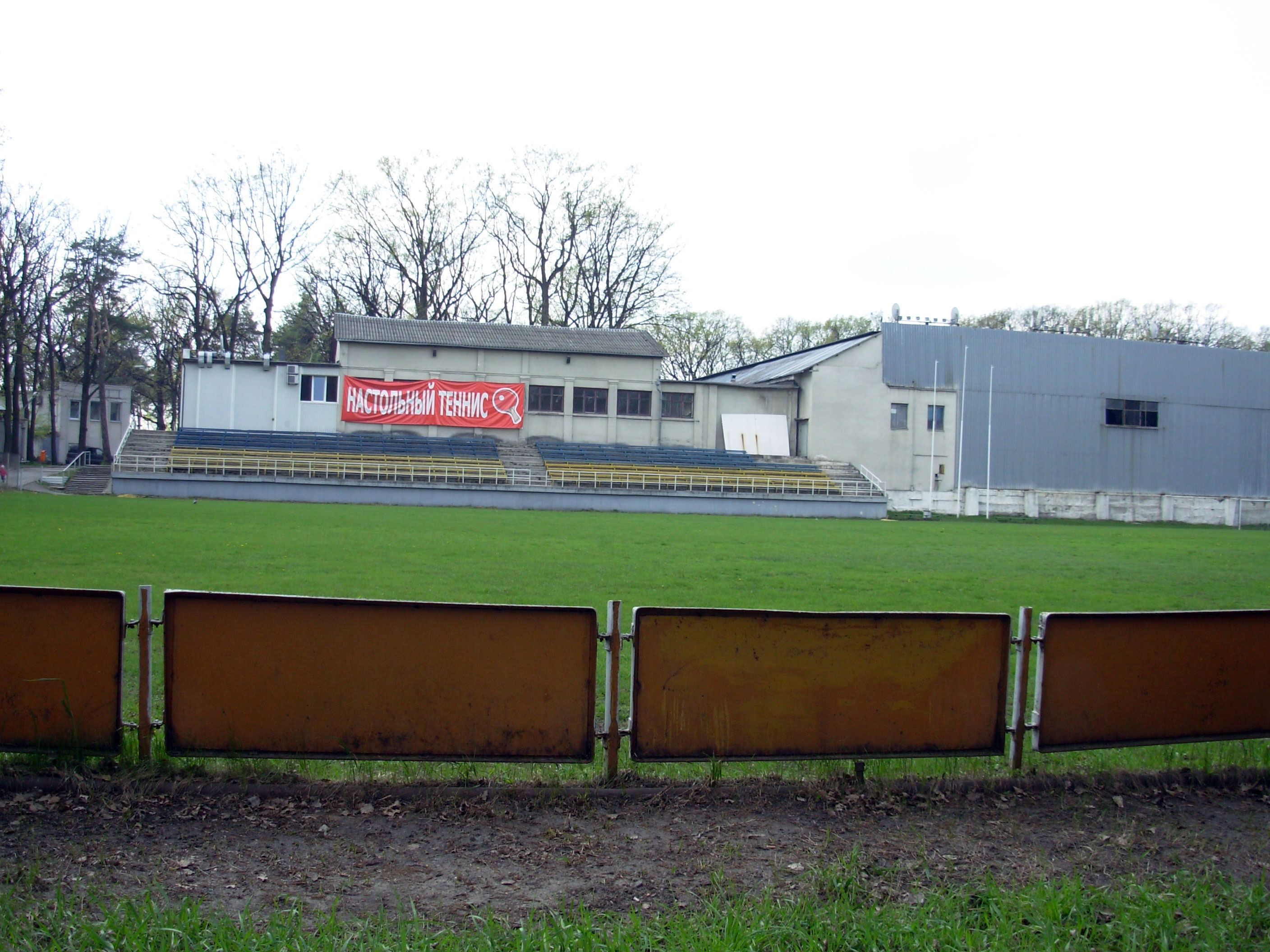
Стадіон і спорткомплекс АТЕК